# Rétinaculum

Un rétinaculum (pluriel : rétinacula) est une structure fibreuse destinée à maintenir les tendons contre les structures osseuses.

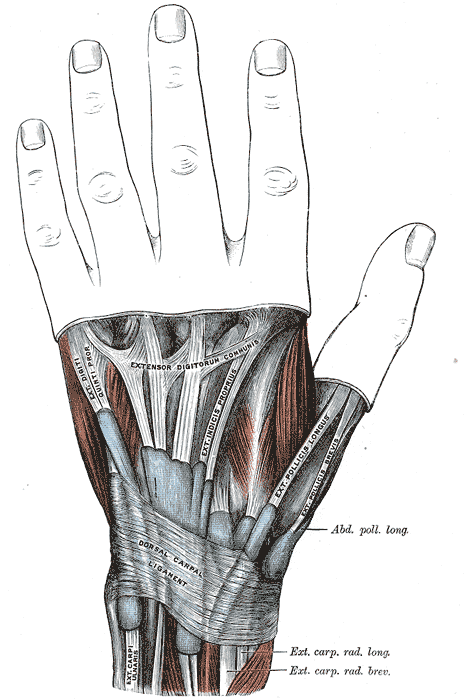
Rétinaculum des muscles extenseurs de la main

## Exemples
- Rétinaculum de la patella (ancienne nomenclature : aileron menisco-rotulien). Il est situé au niveau de la patella et est formé des fibres ménisco-patellaires (elles s'attachent sur la partie inférieure des bords médiaux et latéraux de la patella et se dirigent longitudinalement vers les ménisques) et des fibres fémoro-patellaires (elles s'attachent sur la partie supérieure des bords médiaux et latéraux de la patella et se dirigent transversalement vers le fémur).
- Rétinaculum des fléchisseurs, ou ligament annulaire antérieur du carpe (au poignet)
- Rétinaculum des muscles extenseurs et fléchisseurs du pied (à la cheville)

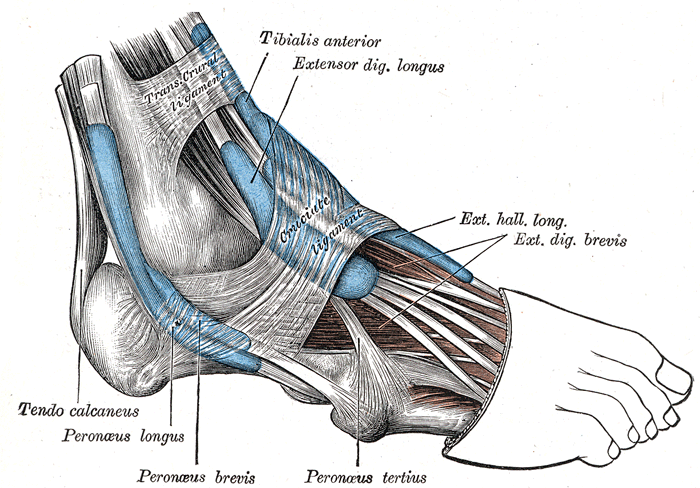
Rétinaculum des muscles extenseurs du pied

- Rétinaculum des muscles extenseurs de la main, ou ligament dorsal du carpe.

## Aspect clinique
- Dans le cas d'un syndrome du canal carpien, le traitement chirurgical consiste à sectionner le rétinaculum des fléchisseurs afin de décompresser le nerf médian.

- Lors d'une tendinite de Fritz de Quervain, l'échographie montre un épaississement du rétinaculum.